# Bourg-Charente
Bourg-Charente è un comune francese di 775 abitanti situato nel dipartimento della Charente, nella regione della Nuova Aquitania.

## Società

### Evoluzione demografica
Abitanti censiti